# Teoria d'Einstein-Cartan
En física teòrica, la teoria d'Einstein–Cartan, també coneguda com a teoria d'Einstein–Cartan–Sciama–Kibble, és una teoria clàssica de la gravitació, una de les diverses alternatives a la relativitat general. La teoria va ser proposada per primera vegada per Élie Cartan el 1922.

## Visió general
La teoria d'Einstein-Cartan difereix de la relativitat general de dues maneres:
(1) es formula en el marc de la geometria de Riemann–Cartan, que posseeix una simetria de Lorentz mesurada localment, mentre que la relativitat general es formula en el marc de la geometria riemanniana, que no ho té;
(2) es planteja un conjunt addicional d'equacions que relacionen la torsió amb l'espín.
Aquesta diferència es pot tenir en compte
relativitat general (Einstein–Hilbert) → relativitat general (Palatini) → Einstein–Cartan
reformulant primer la relativitat general en una geometria de Riemann–Cartan, substituint l'acció d'Einstein–Hilbert sobre la geometria de Riemann per l'acció de Palatini sobre la geometria de Riemann–Cartan; i en segon lloc, eliminant la restricció de torsió zero de l'acció de Palatini, que resulta en el conjunt d'equacions addicionals per a gir i torsió, així com l'addició de termes addicionals relacionats amb l'espín a les mateixes equacions de camp d'Einstein.
La teoria de la relativitat general es va formular originalment en el marc de la geometria riemanniana per l'acció d'Einstein-Hilbert, de la qual sorgeixen les equacions de camp d'Einstein. En el moment de la seva formulació original, no hi havia cap concepte de geometria de Riemann-Cartan. Tampoc hi havia una consciència suficient del concepte de simetria gauge per entendre que les geometries riemannianes no posseeixen l'estructura necessària per encarnar una simetria de Lorentz mesurada localment, tal com es requeriria per poder expressar equacions de continuïtat i lleis de conservació de rotació i impuls. simetries, o per descriure espinors en geometries corbes de l'espai-temps. El resultat d'afegir aquesta infraestructura és una geometria de Riemann-Cartan. En particular, per poder descriure espinors requereix la inclusió d'una estructura d'espín, que n'hi ha prou per produir aquesta geometria.
La principal diferència entre una geometria de Riemann-Cartan i una geometria riemanniana és que en la primera, la connexió afí és independent de la mètrica, mentre que en la segona es deriva de la mètrica com a connexió Levi-Civita, la diferència entre les dues és anomenada contorsió. En particular, la part antisimètrica de la connexió (coneguda com a torsió ) és zero per a les connexions Levi-Civita, com una de les condicions que defineixen aquestes connexions.
Com que la contorsió es pot expressar linealment en termes de torsió, també és possible traduir directament l'acció d'Einstein-Hilbert a una geometria de Riemann-Cartan, el resultat és l'acció de Palatini (vegeu també la variació de Palatini). Es deriva reescrivint l'acció d'Einstein-Hilbert en termes de connexió afí i després plantejant per separat una restricció que obliga tant la torsió com la contorsió a ser zero, cosa que obliga la connexió afí a ser igual a la connexió Levi-Civita. Com que es tracta d'una traducció directa de les equacions d'acció i de camp de la relativitat general, expressades en termes de la connexió Levi-Civita, es pot considerar que la teoria de la relativitat general, en si mateixa, es va transposar al marc de la geometria de Riemann-Cartan.
La teoria d'Einstein-Cartan relaxa aquesta condició i, en conseqüència, relaxa l'assumpció de la relativitat general que la connexió afí té una part antisimètrica desapareguda (tensor de torsió). L'acció utilitzada és la mateixa que l'acció Palatini, excepte que s'elimina la restricció de la torsió. Això dóna lloc a dues diferències amb la relativitat general:
(1) les equacions de camp s'expressen ara en termes de connexió afí, en lloc de la connexió Levi-Civita i, per tant, tenen termes addicionals a les equacions de camp d'Einstein que impliquen la contorsió que no estan presents a les equacions de camp derivades de la formulació de Palatini;
(2) Ara hi ha un conjunt addicional d'equacions que acoblen la torsió al moment angular intrínsec (espín) de la matèria, de la mateixa manera que la connexió afí s'acobla a l'energia i el moment de la matèria.
En la teoria d'Einstein-Cartan, la torsió és ara una variable en el principi d'acció estacionària que s'acobla a una formulació corba d'espai-temps d'espín (el tensor d'espín). Aquestes equacions addicionals expressen la torsió linealment en termes del tensor d'espín associat a la font de matèria, la qual cosa implica que la torsió generalment sigui diferent de zero a l'interior de la matèria.
Una conseqüència de la linealitat és que fora de la matèria hi ha torsió zero, de manera que la geometria exterior segueix sent la mateixa que la que es descriuria en la relativitat general. Les diferències entre la teoria d'Einstein–Cartan i la relativitat general (formulada en termes de l'acció d'Einstein–Hilbert sobre la geometria riemanniana o l'acció de Palatini sobre la geometria de Riemann–Cartan) es basen únicament en el que passa amb la geometria dins de les fonts de matèria. És a dir: "la torsió no es propaga". S'han considerat generalitzacions de l'acció Einstein-Cartan que permeten propagar la torsió.
Com que les geometries de Riemann-Cartan tenen la simetria de Lorentz com a simetria de gauge local, és possible formular les lleis de conservació associades. En particular, el fet de considerar els tensors mètrics i de torsió com a variables independents dóna la correcta generalització de la llei de conservació del moment angular total (orbital més intrínsec) a la presència del camp gravitatori.

## Història
La teoria va ser proposada per primera vegada per Élie Cartan el 1922 i exposada en els anys següents. Albert Einstein es va afiliar a la teoria el 1928 durant el seu intent infructuós de fer coincidir la torsió amb el tensor del camp electromagnètic com a part d'una teoria de camp unificat. Aquesta línia de pensament el va portar a la teoria relacionada però diferent del teleparal·lelisme.
Dennis Sciama i Tom Kibble van revisar la teoria de manera independent durant la dècada de 1960, i es va publicar una revisió important el 1976.
Històricament, la teoria d'Einstein-Cartan ha estat eclipsada per la seva contrapartida lliure de torsió i altres alternatives com la teoria de Brans-Dicke perquè la torsió semblava afegir poc benefici predictiu a costa de la manejabilitat de les seves equacions. Com que la teoria d'Einstein-Cartan és purament clàssica, tampoc aborda completament el problema de la gravetat quàntica. En la teoria d'Einstein-Cartan, l'equació de Dirac esdevé no lineal. Tot i que físics de renom com Steven Weinberg "mai no van entendre què és tan important físicament sobre la possibilitat de torsió en la geometria diferencial", altres físics afirmen que les teories amb torsió són valuoses. La teoria ha influït indirectament en la gravetat quàntica de bucle (i sembla que també ha influït en la teoria del twistor).

## Equacions de camp
Les equacions de camp d'Einstein de la relativitat general es poden derivar postulant que l'acció d'Einstein-Hilbert és la veritable acció de l'espai-temps i després variant aquesta acció respecte al tensor mètric. Les equacions de camp de la teoria d'Einstein-Cartan provenen exactament del mateix enfocament, excepte que s'assumeix una connexió afí asimètrica general en lloc de la connexió simètrica de Levi-Civita (és a dir, s'assumeix que l'espai-temps té torsió a més de la curvatura), i després el mètrica i torsió varien de manera independent.
Deixa {\displaystyle {\mathcal {L}}_{\mathrm {M} }} representen la densitat lagrangiana de la matèria i {\displaystyle {\mathcal {L}}_{\mathrm {G} }} representen la densitat lagrangiana del camp gravitatori. La densitat lagrangiana del camp gravitatori en la teoria d'Einstein-Cartan és proporcional a l'escalar de Ricci:
{\displaystyle {\mathcal {L}}_{\mathrm {G} }={\frac {1}{2\kappa }}R{\sqrt {|g|}}}
{\displaystyle S=\int \left({\mathcal {L}}_{\mathrm {G} }+{\mathcal {L}}_{\mathrm {M} }\right)\,d^{4}x,}
on {\displaystyle g} és el determinant del tensor mètric, i {\displaystyle \kappa } és una constant física {\displaystyle 8\pi G/c^{4}} que implica la constant gravitatòria i la velocitat de la llum. Segons el principi d'Hamilton, la variació de l'acció total {\displaystyle S} perquè el camp gravitatori i la matèria s'esvaeix:
{\displaystyle \delta S=0.}
La variació respecte al tensor mètric {\displaystyle g^{ab}} dóna les equacions d'Einstein:
{\displaystyle {\frac {\delta {\mathcal {L}}_{\mathrm {G} }}{\delta g^{ab}}}-{\frac {1}{2}}P_{ab}=0}
| {\displaystyle R_{ab}-{\frac {1}{2}}Rg_{ab}=\kappa P_{ab}} |

on {\displaystyle R_{ab}} és el tensor de Ricci i {\displaystyle P_{ab}} és el tensor canònic tensor-energia-moment. El tensor de Ricci ja no és simètric perquè la connexió conté un tensor de torsió diferent de zero; per tant, el costat dret de l'equació tampoc no pot ser simètric, la qual cosa implica que {\displaystyle P_{ab}} ha d'incloure una contribució asimètrica que es pugui demostrar que està relacionada amb el tensor d'espín. Aquest tensor canònic d'energia-impuls està relacionat amb el més familiar tensor d'energia-impuls simètric pel procediment de Belinfante-Rosenfeld.
La variació respecte al tensor de torsió {\displaystyle {T^{ab}}_{c}} produeix les equacions de connexió d'espín de Cartan
{\displaystyle {\frac {\delta {\mathcal {L}}_{\mathrm {G} }}{\delta {T^{ab}}_{c}}}-{\frac {1}{2}}{\sigma _{ab}}^{c}=0}
| {\displaystyle {T_{ab}}^{c}+{g_{a}}^{c}{T_{bd}}^{d}-{g_{b}}^{c}{T_{ad}}^{d}=\kappa {\sigma _{ab}}^{c}} |

on {\displaystyle {\sigma _{ab}}^{c}} és el tensor de spin. Com que l'equació de torsió és una restricció algebraica més que una equació diferencial parcial, el camp de torsió no es propaga com una ona i s'esvaeix fora de la matèria. Per tant, en principi, la torsió es pot eliminar algebraicament de la teoria a favor del tensor d'espín, que genera una interacció efectiva no lineal "spin-spin" dins de la matèria. La torsió és igual al seu terme font i es pot substituir per un límit o una estructura topològica amb una gola com ara un "forat de cuc".